# Rafa Marín
Rafa Marín, né le 19 mai 2002 à Carmona en Espagne, est un footballeur espagnol qui évolue au poste de défenseur central au Villarreal CF, en prêt de la SSC Naples.

## Biographie

### En club
Né à Carmona en Espagne, Rafa Marín joue notamment pour l'Alcolea et le  Centro Histórico avant de rejoindre le Séville FC, où il est formé. Il poursuit sa formation au Real Madrid, qu'il rejoint en 2016.
Intégrant à partir de 2021 la Castilla, l'équipe réserve du club, Rafa Marín s'impose comme un joueur clé de l'équipe dirigée par Raúl, qui l'apprécie au point de faire de lui le joueur qu'il utilise le plus.
Le 28 juillet 2023, Rafa Marín rejoint le Deportivo Alavés sous la forme d'un prêt d'une saison,.
Il joue son premier match pour Alavés le 14 août 2023, lors de la première journée de la saison 2023-2024 de Liga face au Cádiz CF. Il est titularisé et son équipe est battue par un but à zéro.
Lors de l'été 2024, Rafa Marín quitte définitivement le Real Madrid afin de s'engager en faveur du SSC Naples. Il signe un contrat de cinq ans, soit jusqu'en juin 2029 et le montant du transfert est estimé à douze millions d'euros.

### En sélection
Rafa Marín représente l'équipe d'Espagne des moins de 17 ans. Il joue son premier match avec cette équipe le 28 mars 2019 contre le Kosovo. Il est titularisé et son équipe s'impose par un but à zéro. Avec cette sélection il est retenu pour participer au championnat d'Europe des moins de 17 ans en 2019. Lors de cette compétition organisée en Irlande il joue deux matchs, dont un comme titulaire. Son équipe se hisse jusqu'en demi-finale, battue par les Pays-Bas (1-0 score final).
Il est également retenu avec cette sélection pour participer à la coupe du monde des moins de 17 ans en 2019. Le tournoi se déroule au Brésil et Marín y fait trois apparitions. Son équipe est battue en quarts de finale par la France (1-6 score final).
En septembre 2023, Rafa Marín est convoqué pour la première fois avec l'équipe d'Espagne espoirs. Il joue son premier match avec les espoirs lors de ce rassemblement, le 8 septembre 2023 contre Malte. Il est titularisé et son équipe l'emporte par six buts à zéro.

## Statistiques

### En club
| Saison                | Club                    | Championnat           | Championnat | Championnat | Championnat | Coupe(s) nationale(s) | Coupe(s) nationale(s) | Coupe(s) nationale(s) | Total | Total | Total |
| Saison                | Club                    | Division              | M.          | B.          | P.d.        | M.                    | B.                    | P.d.                  | M.    | B.    | P.d.  |
| 2020-2021             | Real Madrid Castilla    | Segunda B             | 2           | 0           | 0           | -                     | -                     | -                     | 2     | 0     | 0     |
| 2021-2022             | Real Madrid Castilla    | Primera Federación    | 27          | 1           | 0           | -                     | -                     | -                     | 27    | 1     | 0     |
| 2022-2023             | Real Madrid Castilla    | Primera Federación    | 40          | 3           | 1           | -                     | -                     | -                     | 40    | 3     | 1     |
| Sous-total            | Sous-total              | Sous-total            | 69          | 4           | 1           | -                     | -                     | -                     | 69    | 4     | 1     |
| 2023-2024             | Deportivo Alavés (prêt) | Liga                  | 33          | 0           | 0           | 2                     | 0                     | 0                     | 35    | 0     | 0     |
| 2024-2025             | SSC Naples              | Serie A               | 4           | 0           | 0           | 2                     | 0                     | 0                     | 6     | 0     | 0     |
| Total sur la carrière | Total sur la carrière   | Total sur la carrière | 106         | 4           | 1           | 4                     | 0                     | 0                     | 110   | 4     | 1     |